# Nathalie Moliavko-Visotzky
Nathalie Moliavko-Visotzky est une directrice de la photographie canadienne, née le 18 mai 1953 à Sydney, en Australie.
Œuvrant dans le milieu cinématographique depuis la fin des années 1970, elle est, hormis dans le cadre de l'Office national du film du Canada (ONF), l'une des premières femmes à avoir officié comme directrice de la photographie sur des longs métrages de fiction au Québec. Elle remporte notamment le prix Gémeaux de la meilleure direction photo pour la série dramatique Nos étés en 2008 et celui de la meilleure direction photo pour le documentaire Dans un océan d'images.

## Biographie
Dès les années 1980 et 1990, Nathalie Moliavko-Visotzky se forge une solide réputation en travaillant comme assistante à la caméra sur des films de Denys Arcand, Jacques Leduc et Jean-Claude Lauzon, puis cadreuse sur des séries télévisées de Luc Dionne et Pierre Houle. Au début des années 2000, elle a déjà collaboré avec plusieurs réalisateurs étrangers tels que Robert Altman, Roger Spottiswoode, Simon Wincer, Stephan Elliott et David Mamet. 
Après que son premier long-métrage comme directrice de la photographie, Les Fantômes des trois Madeleine, ait été présenté à la Quinzaine des réalisateurs au festival de Cannes en 2000, elle signe et cosigne une trentaine de photographies de films, parmi lesquels figurent des réalisateurs aussi disparates que Nathalie Saint-Pierre, François Girard, Maryanne Zéhil, Claude Miller, Helen Doyle, Louis Bélanger et André Forcier.

## Œuvre
Sensibilisée très tôt au cinéma d'auteur, Nathalie Moliavko-Visotzky se passionne pour le métier de directeur de la photographie lorsqu'elle découvre les films de John Cassavetes et en particulier, Meurtre d'un bookmaker chinois. 
Elle signe plusieurs longs métrages documentaires sur l'art : de la peinture de Jean-Paul Riopelle aux chorégraphies de Jean-Pierre Perreault, en passant par les travaux d'architectures de Phyllis Lambert et le montage de film de Ziva Postec.
Outre sa manière de personnifier chacun des films sur lesquels elle travaille, en adaptant son style au gré des réalisateurs avec lesquels elle collabore, sa méthode de travail consiste avant tout à comprendre la vision du réalisateur, en termes de lumière, de contrastes et de couleurs, afin de préserver au mieux les différents temps du film, et ce, peu importe les aléas du tournage.

## Filmographie

### En tant qu'assistante à la caméra
- 1986 : Le Déclin de l'empire américain de Denys Arcand
- 1987 : Basements de Robert Altman
- 1987 : Un zoo la nuit de Jean-Claude Lauzon
- 1988 : Charade chinoise de Jacques Leduc
- 1989 : Jésus de Montréal de Denys Arcand
- 1992 : Léolo de Jean-Claude Lauzon

### En tant que cadreuse
- 1995 : Hiroshima (téléfilm) de Koreyoshi Kurahara et Roger Spottiswoode
- 1996-1997 : Omertà (série télévisée) de Luc Dionne
- 1999 : P.T. Barnum (téléfilm) de Simon Wincer
- 2000-2002 : Tag (série télévisée) de Pierre Houle
- 2001 : Le Vol de David Mamet
- 2002 : Bunker, le cirque (mini-série télévisée) de Luc Dionne

### En tant que directrice de la photographie
- 1989 : Qui va chercher Gisèle à 3h45? de Sylvie Groulx
- 1991 : L'arbre qui dort rêve à ses racines de Michka Saäl
- 1994 : La Rencontre de Lucie Lachapelle
- 1995 : Le Violon sur la toile de Michka Saäl
- 2000 : Les Fantômes des trois Madeleine de Guylaine Dionne
- 2002 : Le Maestro errant de Raymond St-Jean
- 2003 : La Dame de cent ans (téléfilm) de Jean-Claude Coulbois
- 2003 : Robert Schumann, Les Voix intérieures (téléfilm) de Tim Southam
- 2004 : La Lune viendra d'elle-même de Marie-Jan Seille
- 2004 : Le Rire de la mer (téléfilm) de Claude Desrosiers
- 2004 : Ma voisine danse le ska de Nathalie Saint-Pierre
- 2005 : Pellan… La femme désirée de Pierre Houle
- 2005 : Danser Perreault (téléfilm) de Tim Southam
- 2005-2008 : Nos étés (série télévisée) de Lyne Charlebois, Francis Leclerc, Sophie Lorain, Alain Desrochers et Jean-François Asselin
- 2006 : Par tous les seins (téléfilm) de Marquise Lepage
- 2006 : De ma fenêtre sans maison de Maryanne Zéhil
- 2007 : Citizen Lambert : Jeanne D’ARChitecture (téléfilm) de Terry When-Damish
- 2008 : Serveuses demandées de Guylaine Dionne
- 2008 : Martyrs de Pascal Laugier
- 2009 : La Variole : anatomie d'un fléau de Jefferson Lewis
- 2009 : Détour de Sylvain Guy
- 2010 : Elle est belle au naturel de Sylvie Rosenthal
- 2010-2014 : Toute la vérité (série télévisée) de Lyne Charlebois et Brigitte Couture
- 2011 : French Immersion de Kevin Tierney
- 2011 : L'Industrie du ruban rose de Léa Pool
- 2011 : L'Affaire Kate Logan de Noël Mitrani
- 2012 : Catimini de Nathalie Saint-Pierre
- 2013 : Rouge sang de Martin Doepner
- 2013 : 1er Amour de Guillaume Sylvestre
- 2014 : Dans un océan d'images de Helen Doyle
- 2014 : Le Règne de la beauté de Denys Arcand
- 2015 : Ego Trip de Benoit Pelletier
- 2016 : Séquelles (série télévisée) de Louis Bélanger
- 2018 : Ziva Postec, la monteuse derrière le film Shoah de Catherine Hébert
- 2019 : La Face cachée du baklava de Maryanne Zéhil
- 2019 : Tout le monde y gagne (téléfilm) de Sylvie Rosenthal
- 2019 : Apapacho, une caresse pour l'âme de Marquise Lepage
- 2019 : Les Fleurs oubliées d'André Forcier

### En tant que directrice photo2eéquipe
- 1999 : Riopelle, Sans Titre, 1999, Collage (téléfilm) de Pierre Houle
- 1999 : Voyeur de Stephan Elliott
- 2003 : Les Invasions barbares de Denys Arcand
- 2007 : Soie de François Girard
- 2009 : Le Bonheur de Pierre de Robert Ménard
- 2011 : Voyez comme ils dansent de Claude Miller
- 2016 : Ma vie de chat de Barry Sonnenfeld

## Distinctions

### Récompenses
- Prix Gémeaux 2008 : meilleure direction photographique pour un programme dramatique pour Nos étés, épisode 25[8]
- Prix Gémeaux 2014 : meilleure direction photographique, catégorie « affaires publiques, documentaire toutes catégories », pour Dans un océan d'images[9]

### Nominations
- Prix Jutra 2001 : meilleure direction de la photographie pour Les Fantômes des trois Madeleine
- Prix Gémeaux 2003 : meilleure direction photo pour un programme dramatique pour La Dame de cent ans[10]
- Prix Jutra 2004 : meilleure direction de la photographie pour Ma voisine danse le ska
- Prix Gémeaux 2005 : meilleure direction photographique pour un programme dramatique pour Nos étés, épisode 4
- Prix Jutra 2014 : meilleure direction de la photographie pour Catimini